# Großstadtprärie
Großstadtprärie ist ein deutsches Filmdrama aus dem Jahr 1971. Claus Tinney inszenierte den am 12. November dieses Jahres uraufgeführten Film, der schlechte Kritiken bekam.

## Handlung
Zwei gutsituierte Bürger kommen sich wegen eines Mädchens ins Gehege und beschließen, die Entscheidung in Wildwestmanier herbeizuführen.

## Kritik
„Die originelle Story über Enttäuschung und falsche Befreiungsversuche geht an ihrer dilettantischen Inszenierung zugrunde.“, fand das Lexikon des internationalen Films Die Zeit ordnete den Film in ihren Kinotipps in die Rubrik "Fragwürdig" ein.